# Jesús Alberto González
Jesús Alberto González Quijada (Puerto La Cruz, Estado Anzoátegui, Venezuela; 27 de agosto de 1987) es un futbolista venezolano que jugó como delantero en la Academia Anzoátegui de la Segunda División de Venezuela. Es el hermano del exfutbolista y representante José Francisco González.

## Clubes
| Club                     | País      | Año       |
| ------------------------ | --------- | --------- |
| Deportivo Anzoátegui SC  | Venezuela | 2009-2010 |
| Caroní FC                | Venezuela | 2010-2011 |
| Llaneros EF              | Venezuela | 2011-2013 |
| Real Anzoátegui SC       | Venezuela | 2013      |
| Tucanes FC               | Venezuela | 2014      |
| Estudiantes de Mérida FC | Venezuela | 2014      |
| Zulia FC                 | Venezuela | 2015-2016 |
| Deportivo Táchira FC     | Venezuela | 2017      |
| ACD Lara                 | Venezuela | 2017-2018 |
| Monagas SC               | Venezuela | 2018-2020 |
| Carabobo FC              | Venezuela | 2020      |
| Zulia FC                 | Venezuela | 2021-2022 |
| Deportivo Rayo Zuliano   | Venezuela | 2022-2023 |
| Academia Anzoátegui FC   | Venezuela | 2023-2024 |

- Datos: Q30916477